# Torre de la Plantaz
La torre de la Plantaz o de la Plantà (in francese tour de la Plantaz), è un'antica torre di avvistamento che si trova nella piana tra il comune di Gressan e quello di Jovençan, in Valle d'Aosta, a cinque minuti a piedi dal castello di Tour de Villa. La torre de la Plantaz è in rovina e non è visitabile per pericolo di crolli.

## Storia
Mentre la funzione della torre appare chiara - fu costruita allo scopo di sorvegliare la strada che attraversava la piana, verso la Dora -  l'origine e l'epoca di edificazione sono incerte.

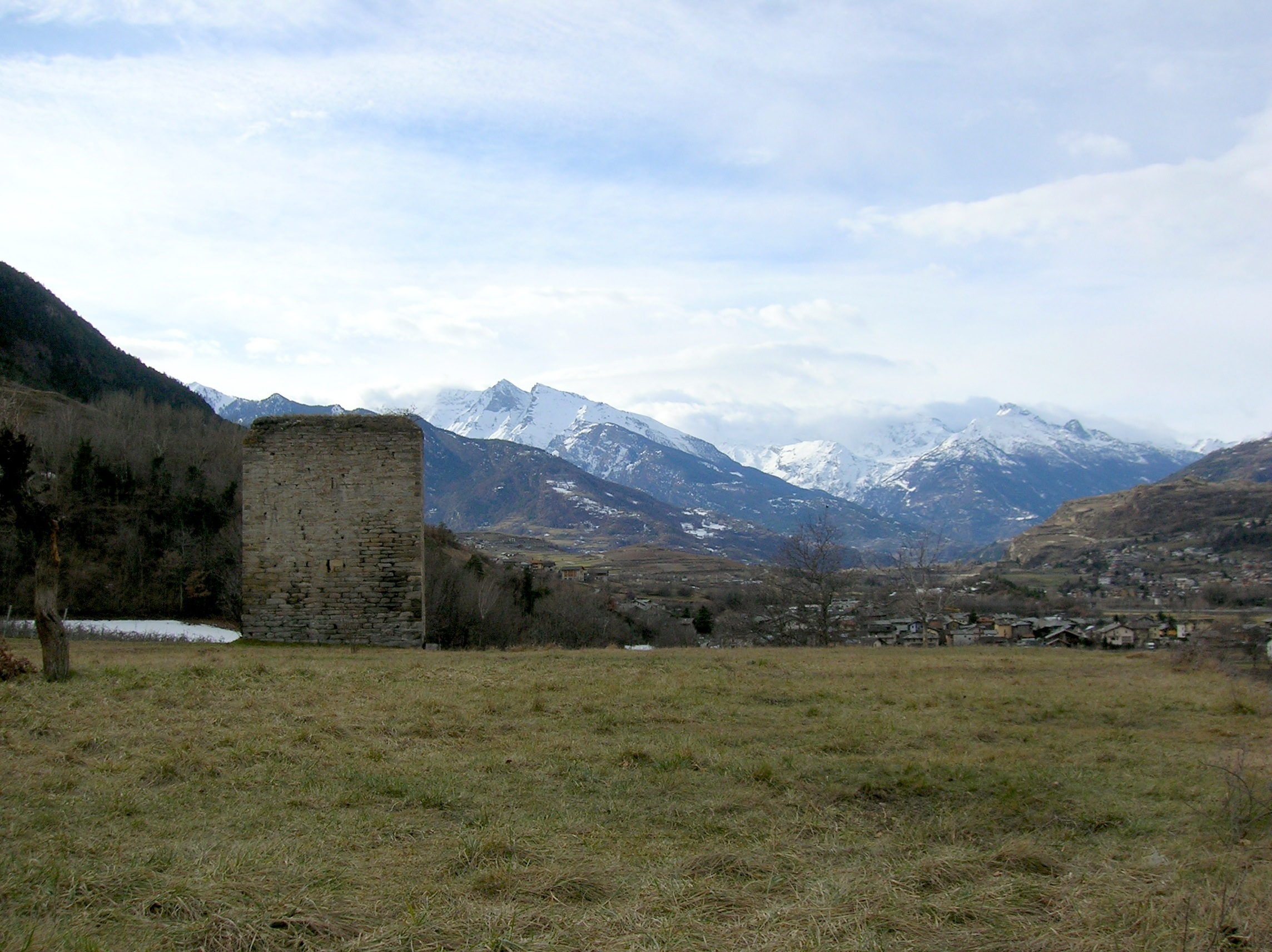
Panorama e facciata sud-est della torre.

Secondo Giuseppe Giacosa, che la chiama torre La Pianta, risalirebbe all'XI secolo, mentre Carlo Nigra ne colloca l'edificazione nel XII secolo ad opera della famiglia valdostana De Plantata, da cui prese il nome.
Un'ipotesi recente di Guglielmo Lange, che non ha trovato conferme, vorrebbe le caratteristiche della torre de la Plantaz identiche di quelle delle torri romane della cinta muraria di Augusta Praetoria, l'odierna Aosta, per cui la torre di Gressan potrebbe essere una torre del I secolo a.C..
Le fonti concordano sul fatto che fu abitata nel medioevo dai nobili De Plantata o De La Plantà, ma secondo fonti recenti essi vi si trovavano piuttosto tra il XIV e il XV secolo.. In quest'epoca la torre subì una trasformazione d'uso, con l'aggiunta di corpi abitativi e di servizio, di una cinta muraria e di una cascina funzionale al maniero verso ovest di cui però non restano tracce.
Maria, l'ultima discendente dei De Plantata, a metà del XVI secolo la lasciò in eredità ai Bardonanche. Questa nobile famiglia originaria del Delfinato si installò nella torre per circa un secolo.
Ai Bardonanche succedette la nobile famiglia dei Vallaise, parte del Conseil des Commis, fedele ai Savoia e seconda per importanza solo alla potente famiglia degli Challant.
A metà del XIX secolo venne acquistata da Gaspard-Antoine Girodo, curato di Jovençan. Nel 1886 fu rivenduta agli Impérial di Gressan, che ne sono tuttora i proprietari.

## Architettura
La torre si presenta come una massiccia costruzione di pietra a base quadrata, di 10 metri e mezzo di lato per un'altezza di 14 metri e mezzo, che si sviluppa su tre piani, internamente crollati.
Al corpo attuale si aggiungeva una torre centrale oggi non più visibile.

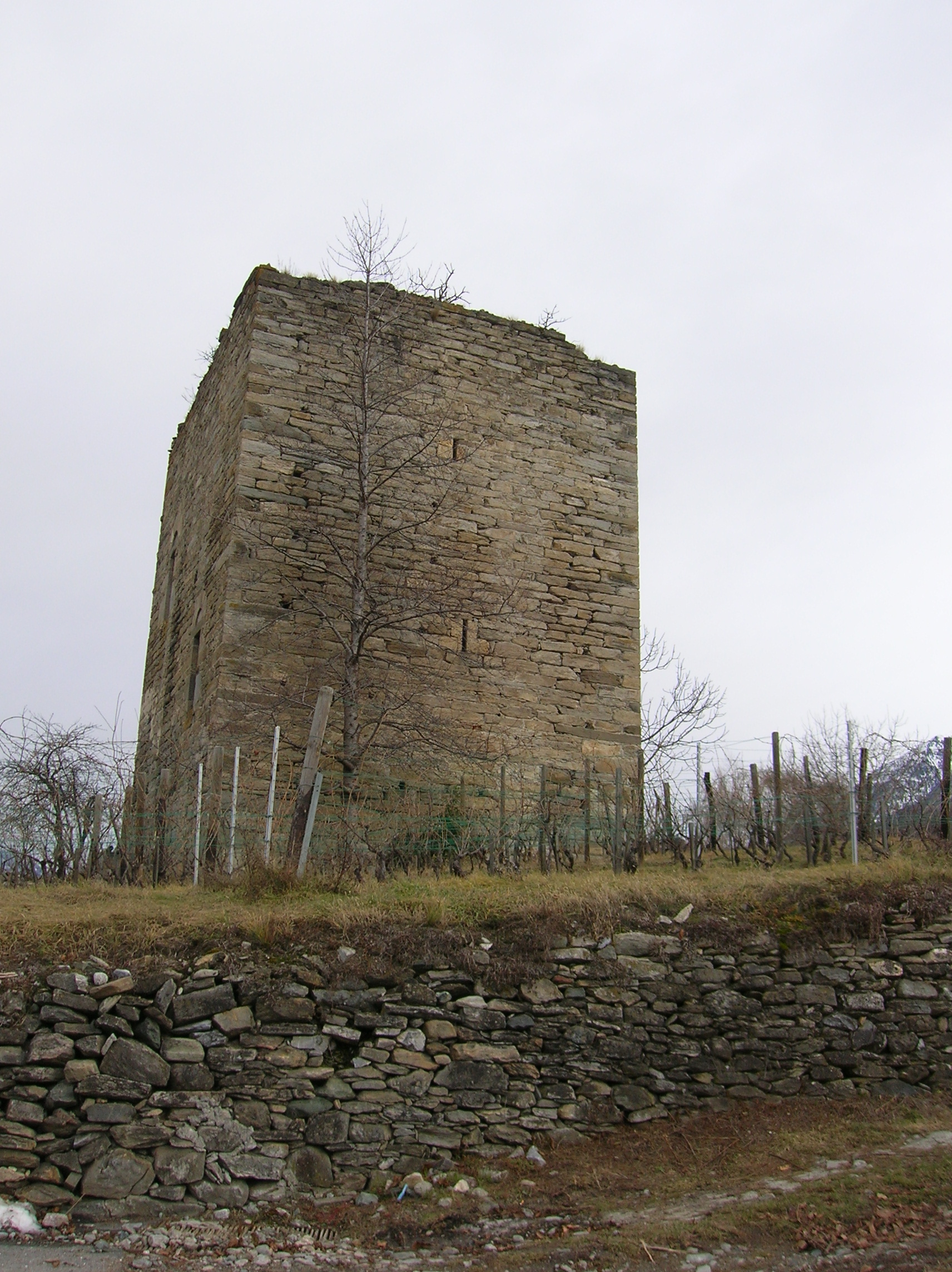
Il lato di nord-ovest.

La torre è senza finestre ma ha diverse feritoie sui lati est, ovest e sud: viste dall'interno dell'edificio, esse si presentano come strombate e composte di cunei di tufo con arco a mezzo sesto.
Le mura presentano uno spessore di oltre 2 metri: 2,60 m alla base a sfinare verso l'alto fino a 2,15 metri; costruite a regola d'arte, sono ancora oggi a piombo.
Sul lato nord, la torre mostra due porte sopraelevate dal suolo, una a 5 metri di altezza, al primo piano, l'altra a 8 metri, al secondo piano: la presenza di ben due porte sopraelevate, sicuramente contemporanee alla torre, è unica in tutta la Valle d'Aosta e originale in costruzioni di questo tipo. Entrambe le porte presentano in alto un timpano cieco composto di un arco in pietra a tutto sesto mentre sul muro alla loro base si aprono ancora i fori per le travi dei due ballatoi di legno coevi, oggi scomparsi, probabilmente collegati da una scala amovibile in legno. Dal ballatoio del secondo piano partiva probabilmente una seconda scala in legno esterna, ad arrivare al cammino di ronda, che non è giunto fino a noi.
Verso la base della torre, si nota ancora una serie di fori a circa tre metri di altezza, probabilmente usati per i supporti d'appoggio di un tetto di cui non ci restano tracce.
Resta da approfondire come si sviluppassero gli edifici e le mura di cinta aggiunti dai De Plantata per trasformare la torre in maniero medievale.

La piantina della torre nel 1938 (Carlo Nigra).

Secondo Mauro Cortellazzo, che riprende il Lange, e lo studioso di castellologia valdostana André Zanotto, la torre de la Plantaz presenta numerose analogie con la tour de l'Archet di Morgex e la torre di Ville di Arnad e altre torri valdostane: le mura di spessore notevole, la struttura massiccia e la tecnica costruttiva, ossia l'uso di due paramenti con opera centrale a sacco. 
Per André Zanotto sarebbe questa la motivazione che ha spinto qualche studioso a vedere nella torre analogie con costruzioni romane: Zanotto invece esclude che tale supposizione, pure se suggestiva, abbia qualche fondamento, mentre propende per l'ipotesi che le strutture più massicce e perfezionate siano dovute al fatto che tutte e tre le torri sorgono in posizioni pianeggianti, quindi senza difese naturali,.